# Nuoto ai Giochi della XXIX Olimpiade - 200 metri rana maschili

## Record
Prima di questa competizione, il record del mondo (WR) e il record olimpico (OR) erano i seguenti.
|  | 2'07"51 | Kōsuke Kitajima Giappone | 8 giugno 2008 Tokyo, Giappone |
|  | 2'09"44 | Kōsuke Kitajima Giappone | 18 agosto 2004 Atene, Grecia  |

Durante l'evento sono stati migliorati i seguenti record:
| Data      | Evento        | Atleta          | Nazione  | Tempo   | Record |
| --------- | ------------- | --------------- | -------- | ------- | ------ |
| 12 agosto | 5ª batteria   | Paolo Bossini   | Italia   | 2'08"98 |        |
| 12 agosto | 7ª batteria   | Dániel Gyurta   | Ungheria | 2'08"68 |        |
| 13 agosto | 1° semifinale | Kōsuke Kitajima | Giappone | 2'08"61 |        |
| 14 agosto | Finale        | Kōsuke Kitajima | Giappone | 2'07"64 |        |

## Batterie
Si sono svolte 7 batterie di qualificazione. I primi 16 atleti si sono qualificati per la semifinale.
Lunedì 12 agosto, ore 19:25-19:49
| #  | Batteria | Corsia | Atleta                        | Nazionalità   | Tempo   | Note  |
| -- | -------- | ------ | ----------------------------- | ------------- | ------- | ----- |
| 1  | 7        | 6      | Dániel Gyurta                 | Ungheria      | 2:08.68 | Q, OR |
| 2  | 5        | 2      | Paolo Bossini                 | Italia        | 2:08.98 | Q     |
| 3  | 7        | 2      | Loris Facci                   | Italia        | 2:09.12 | Q     |
| 4  | 7        | 5      | Hugues Duboscq                | Francia       | 2:09.42 | Q     |
| 5  | 6        | 6      | Mike Andrew Brown             | Canada        | 2:09.84 | Q     |
| 6  | 7        | 4      | Kōsuke Kitajima               | Giappone      | 2:09.89 | Q     |
| 7  | 6        | 3      | Eric Shanteau                 | Stati Uniti   | 2:10.29 | Q     |
| 8  | 6        | 2      | William Diering               | Sudafrica     | 2:10.39 | Q, AF |
| 9  | 6        | 7      | Neil Versfeld                 | Sudafrica     | 2:10.50 | Q     |
| 10 | 5        | 5      | Scott Spann                   | Stati Uniti   | 2:10.61 | Q     |
| 11 | 7        | 7      | Vladislav Polyakov            | Kazakistan    | 2:10.83 | Q     |
| 12 | 4        | 7      | Andrew Bree                   | Irlanda       | 2:10.91 | Q     |
| 13 | 6        | 4      | Brenton Rickard               | Australia     | 2:11.00 | Q     |
| 14 | 7        | 1      | Igor Borysik                  | Ucraina       | 2:11.08 | Q     |
| 15 | 5        | 3      | Kristopher Gilchrist          | Regno Unito   | 2:11.13 | Q     |
| 16 | 4        | 6      | Glenn Snyders                 | Nuova Zelanda | 2:11.19 | Q     |
| 17 | 6        | 5      | Alexander Dale Oen            | Norvegia      | 2:11.30 |       |
| 17 | 7        | 3      | Yuta Suenaga                  | Giappone      | 2:11.30 |       |
| 19 | 3        | 3      | Thiago Pereira                | Brasile       | 2:11.40 |       |
| 20 | 3        | 5      | Tom Beeri                     | Israele       | 2:11.44 |       |
| 21 | 4        | 1      | Istvan Hunor Mate             | Austria       | 2:11.56 |       |
| 22 | 7        | 8      | Valerii Dymo                  | Ucraina       | 2:11.65 |       |
| 23 | 5        | 4      | Grigory Falko                 | Russia        | 2:11.88 |       |
| 24 | 5        | 8      | Mihail Alexandrov             | Bulgaria      | 2:11.94 |       |
| 25 | 4        | 5      | Yevgeniy Ryzhkov              | Kazakistan    | 2:12.44 |       |
| 26 | 5        | 6      | Christian Sprenger            | Australia     | 2:12.56 |       |
| 27 | 3        | 4      | Melquíades Álvarez Caraballo  | Spagna        | 2:12.59 |       |
| 28 | 4        | 8      | Julien Nicolardot             | Francia       | 2:12.76 |       |
| 29 | 5        | 1      | Mathieu Bois                  | Canada        | 2:12.87 |       |
| 30 | 6        | 1      | Henrique Barbosa              | Brasile       | 2:12.99 |       |
| 31 | 1        | 4      | Edvinas Dautartas             | Lituania      | 2:13.11 |       |
| 32 | 2        | 4      | Carlos Almeida                | Portogallo    | 2:13.34 |       |
| 33 | 6        | 8      | Chris Christensen             | Danimarca     | 2:13.92 |       |
| 34 | 4        | 3      | Sergio García                 | Spagna        | 2:14.30 |       |
| 35 | 4        | 2      | Maxim Podoprigora             | Austria       | 2:14.43 |       |
| 36 | 1        | 6      | Sandeep Sejwal                | India         | 2:15.24 |       |
| 37 | 4        | 4      | James Kirton                  | Regno Unito   | 2:15.25 |       |
| 38 | 2        | 3      | Jakob Jóhann Sveinsson        | Islanda       | 2:15.58 |       |
| 39 | 3        | 2      | Jiri Jedlicka                 | Rep. Ceca     | 2:15.79 |       |
| 40 | 2        | 8      | Laurent Carnol                | Lussemburgo   | 2:15.87 |       |
| 41 | 3        | 8      | Romanos Iasonas Alyfantis     | Grecia        | 2:16.04 |       |
| 42 | 3        | 7      | Sofiane Daid                  | Algeria       | 2:16.15 |       |
| 43 | 2        | 5      | Sujong Sin                    | Corea del Sud | 2:16.21 |       |
| 44 | 3        | 6      | Zhongjian Lai                 | Cina          | 2:16.28 |       |
| 45 | 5        | 7      | Alexey Zinovyev               | Russia        | 2:16.40 |       |
| 46 | 2        | 6      | Martti Aljand                 | Estonia       | 2:16.52 |       |
| 47 | 2        | 2      | Miguel Molina                 | Filippine     | 2:16.94 |       |
| 48 | 3        | 1      | Robin Van Aggele              | Paesi Bassi   | 2:17.14 |       |
| 49 | 2        | 1      | Wei-Wen Wang                  | Taipei cinese | 2:17.20 |       |
| 50 | 1        | 2      | Leopoldo Jose Andara Gonzalez | Venezuela     | 2:17.77 |       |
| 51 | 1        | 5      | Omer Aslanoglu                | Turchia       | 2:17.93 |       |
| 52 | 1        | 3      | Sergio Andres Ferreyra        | Argentina     | 2:20.10 |       |
| -  | 2        | 7      | Valentin Preda                | Romania       | DNS     |       |

## Semifinale
Mercoledì 13 agosto, ore 10:52-10:58
| #  | Batteria | Corsia | Atleta               | Nazionalità   | Tempo   | Note  |
| -- | -------- | ------ | -------------------- | ------------- | ------- | ----- |
| 1  | 1        | 3      | Kōsuke Kitajima      | Giappone      | 2:08.61 | Q, OR |
| 2  | 2        | 3      | Mike Andrew Brown    | Canada        | 2:08.84 | Q     |
| 3  | 1        | 2      | Scott Spann          | Stati Uniti   | 2:09.08 | Q     |
| 4  | 2        | 1      | Brenton Rickard      | Australia     | 2:09.72 | Q     |
| 5  | 2        | 4      | Dániel Gyurta        | Ungheria      | 2:09.73 | Q     |
| 6  | 2        | 5      | Loris Facci          | Italia        | 2:09.75 | Q     |
| 7  | 1        | 4      | Paolo Bossini        | Italia        | 2:09.95 | Q     |
| 8  | 1        | 5      | Hugues Duboscq       | Francia       | 2:09.97 | Q     |
| 9  | 2        | 2      | Neil Versfeld        | Sudafrica     | 2:10.06 | AF    |
| 10 | 2        | 6      | Eric Shanteau        | Stati Uniti   | 2:10.10 |       |
| 11 | 1        | 7      | Andrew Bree          | Irlanda       | 2:10.16 |       |
| 12 | 1        | 6      | William Diering      | Sudafrica     | 2:10.21 |       |
| 13 | 2        | 8      | Kristopher Gilchrist | Regno Unito   | 2:10.27 |       |
| 14 | 1        | 1      | Igor Borysik         | Ucraina       | 2:10.99 |       |
| 15 | 2        | 7      | Vladislav Polyakov   | Kazakistan    | 2:11.87 |       |
| 16 | 1        | 8      | Glenn Snyders        | Nuova Zelanda | 2:12.07 |       |

## Finale
Giovedì 14 agosto, ore 10:03
| Posizione | Corsia | Atleta            | Paese       | Tempo   | Note |
| --------- | ------ | ----------------- | ----------- | ------- | ---- |
|           | 4      | Kōsuke Kitajima   | Giappone    | 2:07.64 | OR   |
|           | 6      | Brenton Rickard   | Australia   | 2:08:88 | OC   |
|           | 8      | Hugues Duboscq    | Francia     | 2:08:94 |      |
| 4         | 5      | Mike Andrew Brown | Canada      | 2:09.03 |      |
| 5         | 2      | Dániel Gyurta     | Ungheria    | 2:09.22 |      |
| 6         | 3      | Scott Spann       | Stati Uniti | 2:09.76 |      |
| 7         | 7      | Loris Facci       | Italia      | 2:10.57 |      |
| 8         | 1      | Paolo Bossini     | Italia      | 2:11.48 |      |